# Affuente
L'affuente, o affoente o piattu 'e rámene o saffata, è uno strumento appartenente alla tradizione musicale della Sardegna. In base al sistema di classificazione elaborato da Curt Sachs ed Erich von Hornbostel, viene collocato nella categoria degli idiofoni a percussione indiretta a raschiamento.

## Descrizione
L'affuente è uno strumento improprio, ovvero non realizzato appositamente per produrre suoni ma che saltuariamente svolge questa funzione: si tratta infatti di un piatto in rame o ottone lavorato a sbalzo con intarsi pronunciati raffiguranti fiori, grappoli d’uva, pampini, croci o disegni astratti; tenuto in posizione verticale, viene percosso con una grossa chiave sui bordi o raschiato sul fondo a ritmo di musica.
Oggetto sacro e parte del corredo delle chiese, fin dal tardo Medioevo è attestato il suo utilizzo per sollecitare e raccogliere l'obolo dei fedeli o per deporvi le spine del Cristo e i chiodi del crocifisso durante la deposizione (s'iscravamentu) o, infine, per poggiarvi gli oli sacri durante la funzione del battesimo. Si trasforma però in oggetto profano durante il carnevale quando, affidato dal parroco alla popolazione, viene impiegato per dare il tempo ai balli tradizionali sardi, in particolare su ballu de s'affuente, ballo tipico che sopravvive ancora nelle zone di Ottana e Ghilarza.

## Bibliografia

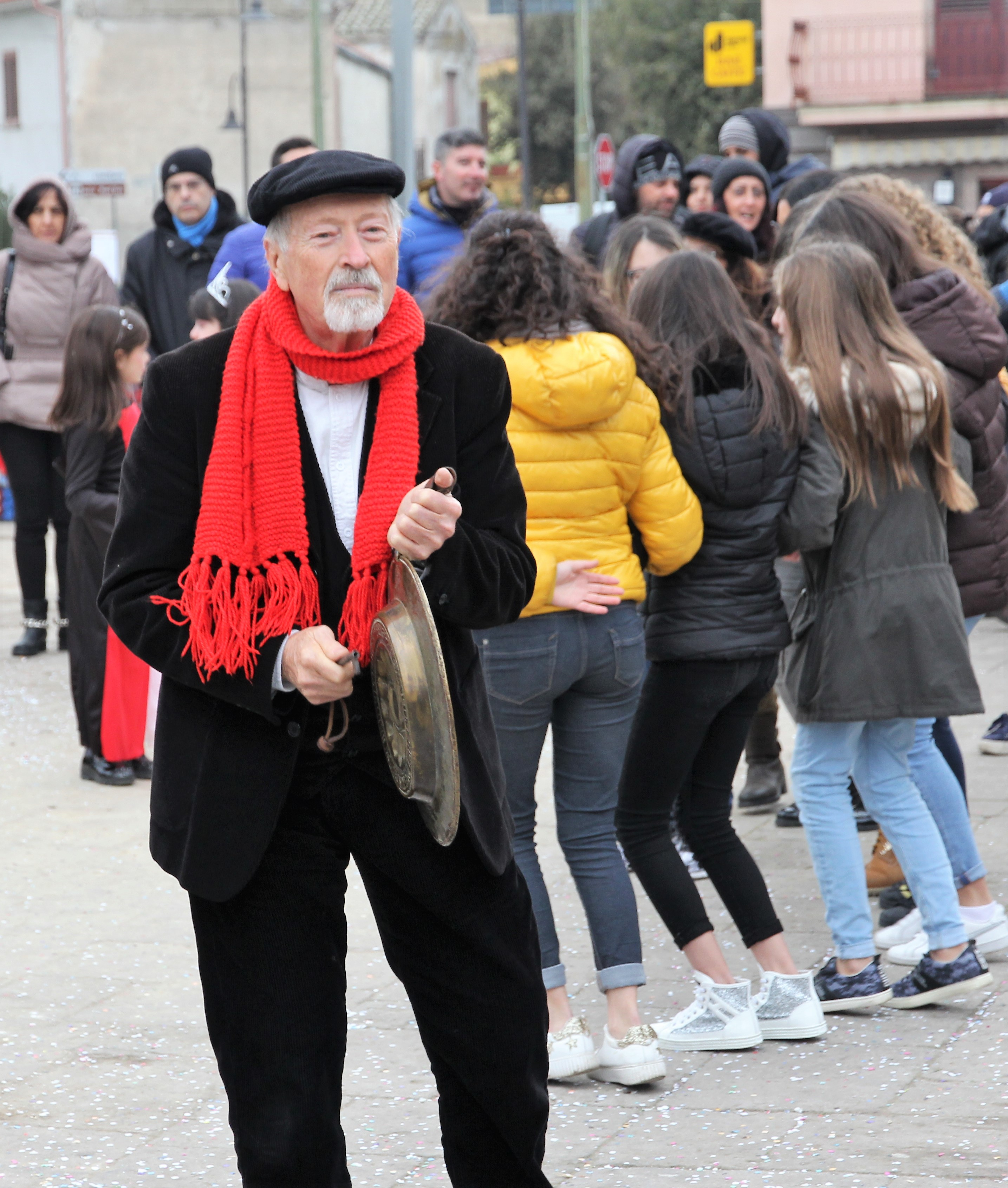
Suonatore di affuente dà il tempo al carnevale di Ottana